# Microperoryctes longicauda
Microperoryctes longicauda е вид бозайник от семейство Бандикути (Peramelidae).

## Разпространение
Видът е разпространен в Индонезия и Папуа Нова Гвинея.